# 아덴

예멘의 사나 지역의 국기 마크다.

아덴(아랍어: عدن 아딘[*])은 예멘의 항구 도시이다. 홍해의 아덴만 연안과 접하며 바브엘만데브 해협에서 동쪽으로 약 170km 정도 떨어진 곳에 위치한다.

## 역사
옛부터 유럽과 인도를 연결하는 무역의 중심지였다. 아바스 왕조 시대에 이슬람교가 전래되었다. 1421년에는 명나라의 탐험가인 정화가 방문했다. 16세기에는 포르투갈, 오스만 제국의 지배를 받았다.
1839년 영국이 이 곳에 해군 기지를 건설하면서 인도 제국의 일부가 되었다. 1937년에는 인도 제국에서 분리된 영국의 직할 식민지인 아덴 식민지의 중심 도시가 되었고 아덴은 급속도로 발전하게 된다. 1956년 제2차 중동 전쟁으로 인해 수에즈 운하가 폐쇄된 뒤에는 한동안 석유 수송의 거점으로 여겨졌다.
1967년에 수립된 남예멘(예멘 인민민주공화국)의 수도가 되었다. 남예멘은 1990년 북예멘(예멘 아랍 공화국)과의 통일이 될 때까지 남아 있었다. 1992년에는 테러 조직인 알카에다가 아덴에서 미국 정부 요원을 상대로 한 테러를 일으켰고 1994년에는 예멘 내전으로 인해 크게 파괴되었다. 2015년 2월 21일에는 후티 반군이 예멘의 수도인 사나를 점령하면서 아덴은 예멘의 임시 수도가 되었다.

## 기후
| Aden의 기후              | Aden의 기후 | Aden의 기후 | Aden의 기후 | Aden의 기후  | Aden의 기후  | Aden의 기후  | Aden의 기후  | Aden의 기후  | Aden의 기후  | Aden의 기후  | Aden의 기후 | Aden의 기후 | Aden의 기후  |
| 월                       | 1월         | 2월         | 3월         | 4월          | 5월          | 6월          | 7월          | 8월          | 9월          | 10월         | 11월        | 12월        | 연간         |
| ------------------------ | ----------- | ----------- | ----------- | ------------ | ------------ | ------------ | ------------ | ------------ | ------------ | ------------ | ----------- | ----------- | ------------ |
| 역대 최고 기온 °C (°F)   | 31.1 (88.0) | 31.7 (89.1) | 35.0 (95.0) | 37.8 (100.0) | 41.1 (106.0) | 41.1 (106.0) | 41.1 (106.0) | 42.8 (109.0) | 38.3 (100.9) | 38.9 (102.0) | 35.0 (95.0) | 32.8 (91.0) | 42.8 (109.0) |
| 일평균 최고 기온 °C (°F) | 28.5 (83.3) | 28.6 (83.5) | 30.2 (86.4) | 32.2 (90.0)  | 34.1 (93.4)  | 36.6 (97.9)  | 35.9 (96.6)  | 35.3 (95.5)  | 35.4 (95.7)  | 33.0 (91.4)  | 30.7 (87.3) | 28.9 (84.0) | 32.4 (90.3)  |
| 일일 평균 기온 °C (°F)   | 25.7 (78.3) | 26.0 (78.8) | 27.2 (81.0) | 28.9 (84.0)  | 31.0 (87.8)  | 32.7 (90.9)  | 32.1 (89.8)  | 31.5 (88.7)  | 31.6 (88.9)  | 28.9 (84.0)  | 27.1 (80.8) | 26.0 (78.8) | 29.1 (84.4)  |
| 일평균 최저 기온 °C (°F) | 22.6 (72.7) | 23.2 (73.8) | 24.0 (75.2) | 25.6 (78.1)  | 27.7 (81.9)  | 28.8 (83.8)  | 28.0 (82.4)  | 27.5 (81.5)  | 27.8 (82.0)  | 24.6 (76.3)  | 23.2 (73.8) | 22.9 (73.2) | 25.5 (77.9)  |
| 역대 최저 기온 °C (°F)   | 15.6 (60.1) | 17.2 (63.0) | 18.9 (66.0) | 18.9 (66.0)  | 21.1 (70.0)  | 23.9 (75.0)  | 22.8 (73.0)  | 23.3 (73.9)  | 25.0 (77.0)  | 18.9 (66.0)  | 18.3 (64.9) | 16.7 (62.1) | 15.6 (60.1)  |
| 평균 강수량 mm (인치)    | 6 (0.2)     | 3 (0.1)     | 5 (0.2)     | 2 (0.1)      | 1 (0.0)      | 0 (0)        | 3 (0.1)      | 3 (0.1)      | 5 (0.2)      | 1 (0.0)      | 3 (0.1)     | 5 (0.2)     | 36 (1.4)     |
| 평균 강수일수 (≥ 0.1 mm) | 3           | 2           | 2           | 2            | 1            | 1            | 2            | 2            | 1            | 1            | 1           | 3           | 20           |
| 평균 상대 습도 (%)       | 72          | 72          | 74          | 74           | 72           | 66           | 65           | 65           | 69           | 68           | 70          | 70          | 70           |
| 평균 월간 일조시간       | 241.8       | 203.4       | 217.0       | 240.0        | 303.8        | 282.0        | 241.8        | 269.7        | 270.0        | 294.5        | 285.0       | 257.3       | 3,106.3      |
| 평균 일일 일조시간       | 7.8         | 7.2         | 7.0         | 8.0          | 9.8          | 9.4          | 7.8          | 8.7          | 9.0          | 9.5          | 9.5         | 8.3         | 8.5          |
| 출처: 독일 기상청        |             |             |             |              |              |              |              |              |              |              |             |             |              |